# Dicromantispa interrupta
Dicromantispa interrupta là một loài côn trùng trong họ Mantispidae thuộc bộ Neuroptera. Loài này được Say miêu tả năm 1825.